# West Frankfort, Illinois
West Frankfort là một thành phố thuộc quận Franklin, tiểu bang Illinois, Hoa Kỳ. Năm 2010, dân số của thành phố này là 8182 người.

## Dân số
Dân số qua các năm:
- Năm 2000: 8196 người.
- Năm 2010: 8182 người.